# Муратовка (Челябинская область)
Мура́товка — село в Ашинском районе Челябинской области России. Входит в состав Еральского сельского поселения. Расположено на границе с Башкортостаном.

## Население
| 2002 | 2010 |
| ---- | ---- |
| 258  | ↘141 |

По данным Всероссийской переписи, в 2010 году численность населения села составляла 141 человек (71 мужчина и 70 женщин).

## Улицы
Уличная сеть села состоит из 12 улиц.